# アブグレイブ刑務所における捕虜虐待
アブグレイブ刑務所における捕虜虐待（アブグレイブけいむしょにおけるほりょぎゃくたい）は2004年にアブグレイブ刑務所で発覚したイラク戦争における大規模な虐待事件である。米国国防省は、17人の軍人及び職員を解任した。2004年5月から2005年9月までの間に、7人の軍人が軍法会議で有罪となった。

## 経緯
イラク戦争でサッダーム・フセインの政権が崩壊した後、拘留施設として米軍が運営していたアブグレイブ刑務所で、2003年10月から12月にかけて被収容者（捕虜）に対する著しい虐待（拷問）が行われていた。この事実が発覚したのは2004年のことだった。

### 米軍による内部調査から、世間の関心を集めるまで
この事件について陸軍のジョセフ・ダービー兵長による内部告発があったのは2004年1月のことだったが、2003年には既にアムネスティ・インターナショナルやAP通信が、米管理下にあるアブグレイブ刑務所における深刻な人権侵害の疑いを指摘していた。また、2003年11月には米軍の報告書でもアブグレイブ刑務所における人権問題が指摘されていた。その付近にいた兵士らの間では当時から虐待の噂が流れていたが、陸軍が内部調査を開始したのは2004年1月の告発の後だった。
内部調査の開始は、大手報道機関が報じてはいたが、ほとんど目立たなかった。米軍による深刻な人権侵害に広く人々の耳目が集まったのは、イラク人への虐待の実態を如実に示す衝撃的な写真を何点も放映した4月28日のCBSの「60 Minutes II」以降のことである。なお、日本国内では、当初はインターネット経由などでしか情報が届かず、国内の大手報道機関がアブグレイブ刑務所での被収容者虐待について報道したのは、CBSの番組放映から1週間後の5月のことであった。
そのとき既に、米軍は非公開（機密文書指定）の内部調査報告書をまとめていたが（詳細は後述）、これが何らかのルートで、米誌「ザ・ニューヨーカー」で書いているジャーナリストのシーモア・ハーシュにリークされた。報告書の内容は、5月10日号掲載（オンライン版では現地時間で4月30日にアップロード）の記事で明らかにされた。その後、オンラインで公開された報告書は米軍の行動について極めて批判的で、「2003年10月から12月にかけて、複数の収容者に対して」行なわれた虐待は「組織的かつ違法」であるとはっきりと指摘している。米ブッシュ大統領は「一部の者たちの行為は、軍全体の行動を反映するものではない」と主張して組織的関与を否定したが、アラブ連盟事務局長は戦争犯罪と非難。さらに5月5日には、ブッシュ大統領は「不快感を持っていることを知ってほしい」と個人的な感想を述べたが、同時に「民主主義は完全なものではない」とも言い、謝罪はなかった。
また、ハーシュの記事では、虐待を行ったとして、最終的に禁固8年の上、不名誉除隊に処せられたイヴァン・フレデリック軍曹が、家族への手紙やメールで、アブグレイブ刑務所内でCIA職員や民間の軍事企業の社員を含む軍情報チームが支配的であると語っていたことも述べられている。
2月の内部調査報告書をまとめたアントニオ・タグーバ少将は、5月11日、米議会の上院軍事委員会の公聴会に呼ばれた際に、アブグレイブでの虐待に軍の情報部門が関与している証拠を集めたと述べ、少将が行った刑務所の運営方法に関する調査だけでなく、情報収集や尋問方法に関する調査を別途行うよう勧告したことを明らかにした。少将は2007年1月1日に退役を余儀なくされた後、米軍による虐待に関する活動を行っている。
5月7日に議会で宣誓の上、「アブグレイブであのようなことが起きているとは知らなかった」との証言を行ったラムズフェルド国防長官は、その前日の6日にタグバ少将を呼び出した際、報告書のリーク元について特に気にしており、心当たりはないかと質問していたという。

### 軍の内部報告書（タグバ報告書）と証拠写真・映像
同年1月、米軍はアントニオ・M・タグバ少将に命じて内部調査を実施した。その結果、翌2月から3月にまとめられたのがタグバ報告書である。この報告書は、全部で6000ページと膨大な量があったが、「ザ・ニューヨーカー」（5月10日号）にリークされるなどした文書は53ページに過ぎない。
タグバ少将が米議会上院軍事委員会の公聴会で証言を行った翌日である5月12日、委員らによる非公開の会合の場で、既に報道されていたものとは別の虐待の証拠写真、1,800点が示された。既に公開されていた写真の内容から予想していたよりもひどいものだったと委員の1人がコメントしているそれらの写真には、犬をけしかけている様子や、頭に袋をかぶされて自慰行為を強制されている様子、同性間で性行為を強制されている様子などが撮影されていた。また、女性が銃を突きつけられ、乳房を露出させられている写真もあった。その前日には、CBSの「60ミニッツ」で新たな映像が公開されていた。この映像は米兵のビデオ日記で、刑務所内で死亡したイラク人2人について一切の敬意を払っていないことをはっきりと示す内容だった。
このときに非公開の場で米上院議員の一部にだけ示された写真を開示すべきという訴えを、アメリカ自由人権協会 (ACLU) が起こしていたが、2014年にその訴えが一部通り、その結果として2016年2月に200点近くの写真が公開された。この段階になっても公開されていない写真も大量にある上に、公開された写真も文脈や背景情報をそぎ取られており、アブグレイブ刑務所で米軍が何をしていたかについての全容解明には程遠い状態である。ACLUでは引き続き、全面開示を求めていくとしている。

### ラムズフェルド国防長官への追及
この虐待はラムズフェルドが承認していたとザ・ニューヨーカー電子版は2004年5月15日に報道した。そのため、アメリカの道義的威信が大きく損なわれたとして、ラムズフェルドは非難される事になる。これに対しラムズフェルドはアブグレイブでの虐待行為は「例外」で「常習化したものでも習慣でもない」と主張した。アメリカ政府はこの問題に対し、2004年5月20日米国下院で308-114の圧倒的多数で、4220億ドルの国防予算法案に、アブグレイブ刑務所を取り壊し新しく近代的拘置施設を建設する計画を可決した。だが、証拠隠滅、責任転嫁の批判が起こる。

### 虐待の実態
2004年5月29日、BBCは被害者は男性だけではないと報じる。この件に関しては、イラクでは強姦は家族全体の名誉を汚すことになり、死んだ方がいいと考えられていることが指摘された。フランスの日曜紙ジュルナル・デュ・ディマンシュは2004年5月30日、イラクのアブグレイブ刑務所などで米国人看守らに性的虐待を受けた多くの女性収容者は釈放後に自殺したり家族に殺されたりしたと報じた。
米誌『タイム』（2004年6月28日付け）は2003年11月に自宅から同収容所に誤った密告で連行され、性器に電気ショックを3度受け、出血したにもかかわらず治療を拒否され、2人の男性兵士に押さえつけられ強姦された男性と、2003年10月の深夜に性的虐待を尋問という名目で加えられた、17歳と18歳の2人の女性収容者を取り上げた。
さらに、ドイツでは2004年7月に赤十字国際委員会の調査を報道し、2004年の1月から5月までの間にアブグレイブを含む6箇所の米軍管理の収容施設で、100人以上の子供が拘留され性的虐待をされていることを報道した。
2004年8月末、この事件に関する陸軍及び特別調査員会の2つの最終調査報告書が出され、ブッシュ政権はこれで「幕引き」を行おうとした。だが、それでもなお新事実は明らかになり続ける。

### 2005年以降
2005年3月8日、AP通信は米軍はこの刑務所を手放すらしいと報じた。だが、これは当分の間は行われなかった。AP通信などは、2005年4月2日夕方に「イラク聖戦アルカイダ組織」の武装グループ40－60人が刑務所を攻撃し、少なくとも米兵44人と収容者13人が負傷したと報じる。
2006年2月15日、オーストラリアのSBSテレビはイラク人に対して行われた拷問、暴行を示す新たな写真や映像を公開したが、SBSは「露骨すぎて放映できないものもあった」として一部の性的虐待の写真の放映を見送った。
米政府は2006年3月9日、アブグレイブ刑務所に拘束している約4500人の収容者をバグダッド空港近くに新設する収容所に移し、2～3か月以内にイラク政府に移管と発表した。しかしこれも時間がかかった。「イスラム・メモ」は2006年7月25日昼12時30分の速報で獄中9ヶ月になる女性収容者が謎の死をとげたと報じ、イスラム・メモ通信員は、アブグレイブでは毎月4、5人の収容者が死んでいると伝えた。
2006年8月29日、英紙タイムズはイラクの人権省幹部の話を伝え、米軍は2006年8月15日に最後の収容者をバグダッド国際空港近くに新設された施設に移送し、旧アブグレイブ刑務所をイラク側に返還したと伝える。2006年9月2日イラク政府はアブグレイブ刑務所の管轄権が駐留米軍からイラク側に移管されたと公式に発表した。
2006年11月、2003年6月から2004年1月まで、アブグレイブを含む様々な刑務所の管理を担当していた米国のジャニス・リー・カルピンスキ准将が証言台に立つことになったと報じられた。彼女は、虐待はないと言いながら捕虜の極秘移送が行われていた事実、行方不明のイラク人が多数存在すること、恐怖統治の指示をイラク占領軍司令官のサンチェス中将が出していたことを述べている。ドナルド・ラムズフェルド前国防長官の責任問題が現在注目されている。
2008年、CACIやL-3 コミュニケーションズ系列の民間軍事会社の社員が拘束されていたイラク市民に対する虐待に加わっていたことが、裁判の過程で判明した。
2009年、アメリカ合衆国上院軍事委員会はアブグレイブ刑務所での尋問方法がグアンタナモ湾収容キャンプでも採用された朝鮮戦争時代の中国による米軍捕虜の洗脳から取り入れた手法に基づいていると報告した。

## 軍法会議
軍法会議の結果、兵士達には以下のような処分が下った。
- イヴァン・フレデリック軍曹：禁固8年の上、不名誉除隊
- ジャバル・デービス軍曹：禁固6ヵ月の上、不品行除隊
- チャールズ・グレイナー伍長：禁固10年の上、不名誉除隊
- ジェレミー・シビッツ上等兵：禁固1年の上、不品行除隊[31]
- サブリーナ・ハーマン上等兵：禁固8ヵ月の上、不品行除隊
- メーガン・アンブル上等兵：戒告処分
- リンディ・イングランド上等兵：禁固3年の上、不名誉除隊[32]

## 関連書籍
- 「アメリカの秘密戦争―9・11からアブグレイブへの道」（シーモア・ハーシュ,伏見威蕃訳,2004年） ISBN 4532164893